# Fuerzas de Keesom
Las fuerzas de Keesom resultan de la interacción intermolecular entre dipolos permanentes. Fueron nombradas en honor al físico neerlandés Willem Hendrik Keesom (1876–1956) quien fue el primero en proporcionar su formulación matemática en 1912.
Las fuerzas de Keesom están relacionados principalmente con la electronegatividad. Aparecen entre dos moléculas polares, de ahí el nombre antiguo de la interacción dipolo-dipolo. Las fuerzas de Keesom, como las fuerzas de Debye y de London son sólo un componente de las fuerzas de Van der Waals.
Las fuerzas de Keesom son direccionales. Pueden ser vinculados a las interacciones Keesom, interacciones iónicas, sino como fuerzas Keesom implican sólo cargas parciales, son menos fuertes.
Las fuerzas de Keesom se utilizan a menudo para explicar la evolución de ciertas propiedades físicas dependiendo del momento dipolar en una estructura de moléculas similares. De hecho, las fuerzas de Keesom juegan un papel importante en la disposición de las moléculas con respecto a la otra. Para derrotar a las fuerzas de la Keesom entre moléculas polares, es necesario traer más energía que en el caso de moléculas del mismo peso molecular pero no polar. Por lo tanto líquidos formados por moléculas polares a menudo tienen puntos de ebullición más altos que aquellos con moléculas no polares del mismo peso molecular.

## Formulación
Se estudía la interacción entre dos momentos dipolares permanentes respectivos {\displaystyle \mu _{1}} y {\displaystyle \mu _{2}} separados por una distancia media {\displaystyle r}. En ausencia de otras fuerzas externas, los dipolos se alinean para reducir al mínimo la energía, al igual que lo harían dos imanes. Sin embargo, debido a la agitación térmica, también tienden a desalinearse. Por ello existe un grado de libertad angular a considerar con la ayuda  de la estadística de Boltzmann. La energía potencial {\displaystyle E} que se produce tiene la forma:

{\displaystyle E\approx {\frac {-\mu _{1}^{2}\cdot \mu _{2}^{2}}{3(4\cdot \pi \cdot \epsilon _{0})^{2}k_{B}\cdot T\cdot r^{6}}}\,}

siendo:
- {\displaystyle \epsilon _{0}}, permisividad relativa o constante dieléctrica del vacío (8,854.10−12 C2.J−1.m−1)
- {\displaystyle k_{B}}, constante de Boltzmann (1,381.10−23 J.K−1)
- {\displaystyle T}, temperatura absoluta (K).

Calculando la derivada de la energía con respecto a la distancia media   r, se puede remontar a la expresión de la fuerza de Keesom:

{\displaystyle F_{\text{Keesom}}={\frac {\lambda (T)\cdot \mu _{1}^{2}\cdot \mu _{2}^{2}}{r^{7}}}\,}

donde {\displaystyle \lambda } es una función de la temperatura.
Se hace notar que las fuerzas de Keesom se atenúan rápidamente con la distancia (inversamente proporcional a la séptima potencia de la distancia). Nótese además que las fuerzas de Keesom están vinculadas a nivel molecular y por lo tanto a la temperatura. Cuando esta última se eleva, las fuerzas de Keesom disminuyen.
La energía de este tipo de conexión varia entre 0,5 y 3 kJ/mol.
- Datos: Q3077001